# Zuzu Angel (Film)
Zuzu Angel ist ein brasilianisches Drama von Sérgio Rezende aus dem Jahr 2006, welches zur Zeit der brasilianischen Militärdiktatur spielt. Der Film spielt in Rio de Janeiro und basiert auf der Lebensgeschichte der Modedesignerin Zuzu Angel, die in den 1970er Jahren versuchte, ihren verschwundenen Sohn Stuart Angel Jones zu finden, der als Mitglied der Guerillabewegung MR-8 vom brasilianischen Militärregime verhaftet und schließlich zu Tode gefoltert worden war.
Der Film erschien am 4. August 2006 in den brasilianischen Kinos.

## Produktion
Der Film basiert auf dem 1986 erschienenen Buch „Eu, Zuzu Angel, procuro meu filho“ („Ich, Zuzu Angel, suche meinen Sohn“) von Virgínia Valli, der Schwester von Zuzu Angel. Der Film ist nach „O Homem da Capa Preta“, „Lamarca“, „Guerra de Canudos“ und „Mauá – O Imperador e o Rei“ die fünfte Verfilmung der Geschichte einer realen Person von Sérgio Rezende.

## Handlung
Im Jahr 1971 befindet sich Zuzu Angel auf dem Höhepunkt ihrer Karriere. Sie ist jedoch besorgt, da sie seit sechs Monaten nichts von ihrem Sohn Stuart gehört hat, der Mitglied der Widerstandsbewegung ist.
Ein anonymer Anrufer teilt ihr mit, dass „Paulo“ gefallen sei. Als sie realisiert, dass es sich bei Paulo um den Decknamen ihres Sohnes handelt, versucht sie über das Militär und ihren Anwalt Fraga herauszufinden, wo sich ihr Sohn aufhält. Das Militär bestreitet, Stuart in Gewahrsam zu haben, Luftwaffen-Hauptmann Mota versucht Zuzu dazu zu bringen, Stuart zu inkriminieren.
Kurz darauf erhält Zuzu einen Brief von einem Freund ihres Sohnes, der ihr mitteilt, dass Stuart in Gefangenschaft gefoltert wurde und an den Folgen der Folter starb. Zuzus Versuch, das Schicksal ihres Sohnes öffentlich bekannt zu machen, scheitert  an der Pressezensur des Landes. In einem Gerichtsprozess wird Stuart aus Mangel an Beweisen für unschuldig erklärt, trotzdem den Anwesenden Stuarts Tod bewusst ist.
Im Anschluss daran versucht Zuzu massiver, Stuarts Geschichte zu veröffentlichen, nutzt ihren Einfluss als bekannte Persönlichkeit und schreibt an Prominente. Daraufhin wird sie vom Militär verwarnt.
Jahre später vermittelt ihr Anwalt ein Treffen mit einem ehemaligen Leutnant des Militärregimes, der Zuzu Informationen über ihren Sohn mitteilen will. Zuzu schafft es, Henry Kissinger bei seinem Besuch in Rio de Janeiro einen Umschlag mit Dokumenten über Stuarts Geschichte zu überreichen.
Zuzu wird von ihrer Freundin Lúcia zu einem Ausflug eingeladen, den Zuzu wegen eines Treffens mit dem Leutnant absagt. Als kurz darauf Lúcia bei einem Autounfall stirbt, realisiert Zuzu, dass der Unfall ein Anschlag auf sie werden sollte. Sie hinterlässt für den Fall ihres Todes einen Brief, in dem sie mitteilt, sie sei von den gleichen Personen getötet worden, wie ihr Sohn. Den Brief hinterlegt sie bei ihrem Freund Chico Buarque.
Nachdem sie das Geständnis des Leutnants erhält, vereinbart Zuzu ein Treffen mit einem Repräsentanten von Amnesty International, der ihre gesammelten Informationen in Form eines Dossiers veröffentlichen soll. Dann taucht sie in ihrer Heimatstadt unter, wo sie das Geständnis des Leutnants liest. So erfährt sie, dass er für die Luftwaffe arbeitete, sowohl an der Verhaftung als auch an der Folter ihres Sohnes beteiligt war, und, dass man die Leiche ihres Sohnes im Meer entsorgt hatte.
Einige Tage später kehrt Zuzu nach Rio de Janeiro zurück. In der gleichen Nacht versucht der Leutnant unterzutauchen, wird beim Verlassen seiner Wohnung jedoch von Hauptmann Mota gestellt. Etwas später ist Zuzu mit dem Dossier in ihrem Auto unterwegs. Sie wird verfolgt, gerammt und von der Straße gedrängt, wobei sie stirbt. Hauptmann Mota tritt an das Autowrack heran, nimmt den Umschlag mit Beweisen an sich und verlässt die Unfallstelle. Zuletzt erscheint die Polizei am Unfallort, während Mota und ein Kollege aus der Ferne das Geschehen beobachten.

## Unterschiede zwischen Film und Realität
Tatsächlich existierte der Brief, den Zuzu Angel im Film Chico Buarque zukommen lässt, allerdings versandte sie Briefe nicht nur an Buarque, sondern an mehrere Personen, u. a. an Schriftsteller Zuenir Ventura sowie an Brasiliens Präsidenten Ernesto Geisel. Im Film stirbt sie drei Tage nach Schreiben des Briefes; tatsächlich lag ca. ein Jahr zwischen dem Schreiben der Briefe und ihrem Tod.
Angels Tod wurde nicht verursacht, weil sie durch das Beweismaterial des Leutnants eine Gefahr für das Militär darstellte. Der Leutnant sowie das Dossier sind filmische Fiktion. In der Realität erhielt sie keinerlei Informationen aus Militärkreisen. Somit wurde auch der Autounfall, bei dem sie zu Tode kam, nicht willkürlich herbeigeführt, sondern ereignete sich, nachdem sie bei einer Freundin ihre neue Kollektion gefeiert hatte und auf dem Heimweg war.
Im Vorwort des veröffentlichten Filmskripts gibt Marcos Bernstein zu, besorgt gewesen zu sein, weil zu viel Fokus auf das fiktive Dossier gelegt wurde. Sérgio Rezende betonte hingegen, es sei wichtiger, einen guten Film zu machen, als eine Dokumentation. Laut Bernstein erfuhren sie jedoch im Nachhinein von einer Quelle, wonach Zuzu Angel kurz vor ihrem Tod tatsächlich im Begriff gewesen sein soll, ein wichtiges Dossier einzureichen.
Angels Schwester Virgínia Valli, Autorin des Buches auf dem der Film basiert, kommt im Film nicht vor, obwohl sie Angel bei der Suche nach ihrem Sohn unterstützte. Das lässt sich der Würdigung am Ende des Filmabspanns von Angels Töchtern entnehmen:
„Hildegard e Ana Cristina prestam homenagem à sua tia Virgínia Valli, que lutou ao lado de Zuzu Angel para localizar Stuart, e, na pessoa de Virgínia, a todos os familiares de desaparecidos políticos da época da repressão no Brasil.“
„Hildegard und Ana Cristina würdigen ihre Tante Virgínia Valli, die an der Seite von Zuzu Angel kämpfte, um Stuart zu finden, und in der Person von Virgínia, würdigen sie alle Familienangehörigen von politischen Desaparecidos der Epoche der Repression in Brasilien.“

## Auszeichnungen
Prêmio Qualidade Brasil 2006
- Auszeichnung in der Kategorie Beste Schauspielerin für Patrícia Pillar
- Auszeichnung in der Kategorie Beste Nebendarstellerin für Luana Piovani
- Nominierung in der Kategorie Bester Film
- Nominierung in der Kategorie Bester Regisseur für Sérgio Rezende
- Nominierung in der Kategorie Bester Nebendarsteller für Othon Bastos

Cairo International Film Festival 2006
- Nominierung in der Kategorie Bester Film

Prêmio ABC 2007
- Nominierung in der Kategorie Bestes Szenenbild für Marcos Flaksman
- Nominierung in der Kategorie Bester Ton für Márcio Câmara, Miriam Biderman, Ricardo Reis und Rodrigo de Noronha

Prêmio Contigo do Cinema Nacional 2007
- Auszeichnung in der Kategorie Bestes Kostümdesign für Kika Lopes
- Nominierung in der Kategorie Bester Film
- Nominierung in der Kategorie Bester Regisseur für Sérgio Rezende
- Nominierung in der Kategorie Beste Schauspielerin für Patrícia Pillar
- Nominierung in der Kategorie Bester Nebendarsteller für Daniel de Oliveira
- Nominierung in der Kategorie Beste Filmmusik für Cristovão Bastos
- Nominierung in der Kategorie Bestes Drehbuch für Sérgio Rezende und Marcos Bernstein
- Publikumspreis in der Kategorie Bester Nebendarsteller für Daniel de Oliveira

Festival de Cinema de Países de Língua Portuguesa 2007
- Auszeichnung in der Kategorie Bestes Kostümdesign für Kika Lopes

Grande Prêmio do Cinema Brasileiro 2008
- Auszeichnung in der Kategorie Bestes Kostümdesign für Kika Lopes
- Nominierung in der Kategorie Beste Schauspielerin für Patrícia Pillar
- Nominierung in der Kategorie Bester Nebendarsteller für Daniel de Oliveira
- Nominierung in der Kategorie Bestes Szenenbild für Marcos Flaksman
- Nominierung in der Kategorie Bestes Make-up für Martín Macías Trujillo
- Nominierung in der Kategorie Bester Ton für Márcio Câmara, Miriam Biderman, Ricardo Reis und Rodrigo de Noronha[5]